# EE-9 Cascavel
Der EE-9 Cascavel (portugiesisch: Cascavel, auf dt.: Klapperschlange) ist ein sechsrädriger, allradgetriebener (6×6), leichter Radpanzer aus brasilianischer Produktion. Entwickelt und produziert wurde das Fahrzeug vom brasilianischen Rüstungsbetrieb Engesa in den 1970er Jahren. Eine 8×8-Version des moderneren Radpanzers VBTP-MR Guarani, der mit einer 105-mm-Kanone als Primärwaffe ausgestattet ist, soll den EE-9 Cascavel in der brasilianischen Armee ersetzen.

## Versionen
- Cascavel I: Verfügte über den US-amerikanischen M36-Turm mit einer 37-mm-Kanone, die schon im M3 Stuart Verwendung fand.
- Cascavel II: Ausgestattet mit einer französischen 90-mm-Kanone, die schon vom Radpanzer AML-90 verwendet wurde.
- Cascavel III: Ausgestattet mit einer 90-mm-Cockerill-Kanone und Einbau eines moderneren Getriebes.
- Cascavel IV: Neuer Motor und neues Getriebe, verbesserte Nachtsichtoptik und Laserentfernungsmesser. Zusätzlich wurde ein .50-cal-Maschinengewehr zur Flugabwehr installiert.

## Nutzerstaaten
Daten aus
- Bolivien – 24
- Brasilien – 420
- Burkina Faso – 24
- Chile – 83
- Ecuador – 32
- Gabun – 14
- Ghana – 4
- Guyana – 6
- Iran – 35
- Irak – 260
- Israel – Unbekannte Anzahl
- Katar – 20
- Kolumbien – 121
- Demokratische Republik Kongo – 20
- Libyen – 500
- Myanmar – 12
- Nigeria – 70
- Paraguay – 28
- Peru – 6
- Katar – 20
- Simbabwe – 90
- Suriname – 6
- Togo – 36
- Tschad – 20
- Tunesien – 24
- Uruguay – 15
- Zypern – 126